# 约翰·摩尔
约翰·摩尔（英語：John Moore，1970年—）是一名爱尔兰电影导演、制片人和编剧。

## 电影
- 《Jack's Bicycle》（1990）（短片）
- 《He Shoots, He Scores》（1995）（短片）
- 《衝出封鎖線》Behind Enemy Lines（2001）
- 《鳳凰號》Flight of the Phoenix（2004）
- 《凶兆（英语：The Omen (2006 film)）》The Omen（2006）
- 《魔間煞星》Max Payne（2008）
- 《虎胆龙威5》A Good Day to Die Hard（2013）
- 《絕對控制（英语：I.T. (film)）》I.T.（2016）